# Worsiwka
Worsiwka (ukr. Ворсівка) – wieś na Ukrainie, w obwodzie żytomierskim, w rejonie korosteńskim, w hromadzie Malin. W 2001 liczyła 374 mieszkańców, spośród których 362 wskazało jako ojczysty język ukraiński, a 12 rosyjski.

## Urodzeni
- Michał Bylina